# Библиография на Марк Твен
Самюел Лангхорн Клемънс (30 ноември 1835 – 21 април 1910), по-добре известен с псевдонима Марк Твен е американски писател. Най-известните му романи са „Приключенията на Хъкълбери Фин“ (1885) и „Приключенията на Том Сойер“ (1876).

## Творби
- 1867 – „Знаменитата скачаща жаба от окръг Калверас“ (художествена проза)
- 1868 – „Робът на генерал Вашингтон“ (художествена проза)
- 1868 – „Моята работа като секретар на сенатор“ (художествена проза)
- 1869 – „Наивници в чужбина“ (пътепис)
- 1870 – 71 – "Меморанда (месечна колонка в цписание Галакси (1866)
- 1871 – „(Хумористичната) автобиография на Марк Твен и първи роман“ (художествена проза)
- 1872 – „В несгода“
- 1873 – „Ера на смеха: История за дневно време“ (художествена проза, превърната в пиеса)
- 1875 – „Скечове - нови и стари“ (разкази)
- 1875 – „Няколко чути истории за добрите стари момчета и момичета“
- 1876 – „Едно време по Мисисипи“
- 1876 – „Приключенията на Том Сойер“ (художествена проза)
- 1876 – „Убийство, мистерия и сватба“ (художествена проза)
- 1877 – „Истинска история за карнавала на престъпленията“ (разкази)
- 1877 – „Историята на инвалида“ (художествена проза)
- 1878 – „Удряйте братя, удряйте! и други скечове“ (художествена проза)
- 1879 – „Великата революция в Питкерн“ (художествена проза)
- 1880 – „Глупаци в чужбина“ (пътепис)
- 1880 – „1601: Разговор до камината, такъв какъвто беше по времето на Тюдорите“ (художествена проза)
- 1882 – „Принцът и просякът“ (художествена проза)
- 1883 – „Живот по Мисисипи“
- 1884 – „Приключенията на Хъкълбери Фин“ (художествена проза)
- 1889 – „Един янки в двора на крал Артур“ (художествена проза)
- 1892 – „Американският претендент“ (художествена проза)
- 1892 – „Тези необикновени близнаци“ (художествена проза)
- 1893 – „Банкнотата за 1 000 000 лири и други истории“ (разкази)
- 1894 – „Том Сойер на път“ (художествена проза)
- 1894 – „Трагедията на Пудънхед Уилсън“ (художествена проза)
- 1896 – „Том Сойер детектив“ (художествена проза)
- 1896 – „Личните ми впечатления от Жана д'Арк“ (художествена проза)
- 1897 – „Как да разкажем история и други есета“ (есета)
- 1897 – „Следвайки екватора“ (пътепис)
- 1898 – „Относно челюстите“
- 1898 – „Мъртъв ли е?“ (пиеса)
- 1900 – „Човекът, който поквари Хедлибург“ (художествена проза)
- 1900 – „Приветствие от деветнадесети век до двадесети“
- 1901 – „Военния марш на републиката, обновен“ (сатира)
- 1901 – „Към човекът седящ в тъмнина“ (есе)
- 1901 – „Едмънд Бърк за Крукър и Тамани“ (политическа сатира)
- 1904 – „Кучешка история“ (художествена проза)
- 1904 – „Откъси от дневника на Адам“ (художествена проза)
- 1905 – „Монологът на крал Леополд“ (политическа сатира)
- 1905 – „Военна молитва“ (художествена проза)
- 1906 – „Завещание от $30 000 и други истории“ (художествена проза)
- 1906 – „Какво е човекът“ (есе)
- 1906 – „Дневника на Ева“ (художествена проза)
- 1907 – „Християнска наука“
- 1907 – „Конска история“ (художествена проза)
- 1909 – „Мъртъв ли е Шекспир?“
- 1909 – „Посещението на капитан Стормфилд в Рая“
- 1909 – „Писма от земята“ (публикувана посмъртно)
- 1910 – „Юбилея на кралица Виктория“
- 1912 – „Платоничаната ми любов“
- 1916 – „Мистериозния странник“ (художествена проза; може би авторството не е на Твен)
- 1922 – „Творбите на Марк Твен“
- 1923 – „Съединени щати на линча“ (есе)
- 1924 – „Автобиографията на Марк Твен“
- 1935 – „Тефтерът на Марк Твен“
- 1946 – „Преносим Марк Твен“
- 1962 – „Писма от земята“ (редактирани от Бернард Де Вото)
- 1969 – „№44, Мистериозния странник“
- 1992 – „Сатиричните оръжия на Марк Твен: анти-империалистични творби за филипинско-американската война“ (неиздаван дотогава)
- 1995 – „Библията според Марк Твен: Писания за Рая и потопа“
- 2009 – „Кой е Марк Твен“ (неиздаван дотогава)